# Red Hat Linux
Red Hat Linux foi uma distribuição de Linux, criada e mantida pela Red Hat até ser descontinuada em 2004.
Em 2003, a empresa Red Hat decidiu descontinuar a distribuição, em favor da distribuição com suporte empresarial, o Red Hat Enterprise Linux. O Fedora, desenvolvido pelo Projeto Fedora, apoiado pela comunidade e patrocinado pela Red Hat, é uma alternativa gratuita para uso doméstico.